# Acanthocercus yemensis
Acanthocercus yemensis là một loài thằn lằn trong họ Agamidae. Loài này được Klausewitz mô tả khoa học đầu tiên năm 1954.